# Torno subito
Torno subito è una canzone scritta e cantata da Max Pezzali nel 2007. È il primo singolo estratto da Time Out, secondo album da solista del cantante pavese. Il brano, scritto da Pezzali e prodotto da Claudio Guidetti, figura fra i propri crediti anche la cantante Syria, che ne ha curato i cori.

## Il brano
Il brano ha goduto di una notevole programmazione radiofonica, cominciata il 4 maggio, che l'hanno reso uno dei tormentoni dell'estate 2007. Il singolo invece, uscito nei negozi il 25 maggio, ha debuttato direttamente alla quarta posizione dei singoli più venduti in Italia, e seppur mantenendo la top20 per sole tre settimane, è rimasto in classifica per quasi sei mesi. Il brano è contenuto anche in Max Live 2008.
Con Torno subito Pezzali ha partecipato al Festivalbar 2007.

## Video musicale
Il video della canzone, diretto da Cosimo Alemà (già autore dei video degli Zero Assoluto), vede la partecipazione dell'attore Marco Giallini (Il siero della vanità, Non ti muovere). Il video è la storia di due soldati (Pezzali e Giallini) in un presidio militare in un'isola deserta.
Le riprese esterne sono state girate in Sardegna presso la famosa spiaggia di Cala Domestica, mentre le interne sono state girate in una delle tante vecchie miniere presenti nella zona.
I due soldati passano le proprie giornate fra noia e miraggi, fino a che all'orizzonte non intravedono l'avanzare del nemico. In realtà si tratta semplicemente di un gruppo di operai in procinto di costruire un albergo proprio in quella zona.
Nel 2007 il video musicale di Torno subito è stato premiato al Premio Roma Videoclip, insieme al video di Sei fantastica, secondo singolo estratto da Time Out.

### Omaggio aLost
Il video è un omaggio alla serie televisiva Lost. Max Pezzali al Festivalbar del 2007 ha dichiarato che il video è un omaggio alla sua serie TV preferita, non specificando quale. Si può capire però che sia Lost per vari motivi:
- I due militari si trovano su un'isola sperduta in un bunker sotterraneo, come in Lost succede per due uomini appartenenti al Progetto DHARMA.
- I due amici lavorano in una base militare e vestono delle speciali tute e mangiano dei barattoli con sopra un marchio con una tarantola. Stessa cosa succede in Lost per gli addetti del Progetto DHARMA, a parte il fatto che il marchio non ha sopra la tarantola ma altri oggetti, ognuno per ogni base sull'isola.
- Sembra che arrivino dei nemici, ma in realtà non sono dei nemici. Stessa cosa succede in Lost, quando Desmond incontra i sopravvissuti dell'Oceanic 815.
- Alla fine del video il militare interpretato da Marco Giallini prende la loro radio e la scaraventa a terra rompendola in maniera pressoché identica alla scena dove John Locke prende il computer della Stazione del Cigno e lo scaraventa a terra nel finale della seconda stagione di Lost.
- Sempre alla fine del video, sul radar dei due compare la scritta "Communication Failure", stessa identica frase che compare anche nel computer della Stazione del Cigno, sempre nel finale della seconda stagione di Lost.

## Tracce
1. Torno subito – 4:03
2. Torno subito (strumentale)

## Formazione
- Max Pezzali – voce, sintetizzatore, programmazione
- Claudio Guidetti – chitarra elettrica, chitarra acustica, basso, cori
- Christian "Noochie" Rigano – pianoforte, tastiera, cori
- Mylious Johnson – batteria
- Leonardo Di Angilla – percussioni
- Fabio Moretti – slide guitar
- Martina Marinucci – cori
- Syria – cori

## Classifiche
| Classifica (2007) | Posizione massima |
| ----------------- | ----------------- |
| Italia            | 4                 |